# Intérieur aux aubergines
Intérieur aux aubergines est un tableau d'Henri Matisse réalisé en 1911 dans son atelier de Collioure, dans les Pyrénées-Orientales. Le tableau qui intègre les collections du musée de Grenoble dès 1922 en devient une œuvre majeure, « fleuron de la collection d'art du XXe siècle ». C'est par ailleurs « l'œuvre la plus importante de [Matisse] conservée en France ».

## Liminaire
Le tableau résume toutes les recherches de Matisse dont le but est d'élaborer une peinture décorative tout en cherchant à renouveler la manière de percevoir l'espace pictural et à abandonner les conventions de la représentation fondée sur la perspective, même si « à première vue, la réalité semble respectée ». 

## Histoire
Matisse réalise en 1911 la série Intérieurs symphoniques, un ensemble de quatre toiles, Intérieur aux aubergines, L'Atelier rose (musée Pouchkine, Moscou), La Famille du peintre (musée de l'Ermitage, Saint-Pétersbourg) et L'Atelier rouge (Museum of Modern Art, New York). Les tableaux de la série ont en commun de posséder « une analogie de motifs et de couleurs ».
Le tableau, un grand panneau, est peint à la fin de l'été dans un atelier loué à Collioure. La technique de la détrempe est ancienne, mais rend le tableau difficilement transportable car fragile (il risque de perdre les éléments de pigments).
La toile figurait dans la collection de  Michael  et  Sarah Stein avant que Matisse ne la rachète en 1917. La famille du peintre, son épouse et sa fille Marguerite Matisse, en fait don en 1922 au musée de Grenoble, dont le conservateur est Andry-Farcy de 1919 à 1949 et qui développe les collections d'art moderne du musée. La toile fait partie des rares tableaux entrés précocement dans les collections publiques françaises.
Les premiers dons de Matisse au musée datent de 1920. Le musée s'enrichit de nouvelles œuvres de l'artiste dès 1923 par le legs Agutte-Sembat avec notamment le Nu assis et La Petite Mulâtresse (1912). Un nouveau don à la fin des années 1940 permet d'enrichir encore le musée des œuvres du peintre présentes à Grenoble, une quarantaine après de nouvelles acquisitions qui permettent de « Voir Matisse à Grenoble ».

## Description
Le peintre représente son atelier de Collioure, dans une composition où est présent un système d'enchâssements de cadres. Chaque élément possède ses propres motifs et son autonomie par rapport au reste de la composition mais s'inscrit  dans « une même tension décorative ».
Matisse développe dans le tableau la notion de « décoratif » en s'inspirant de sources non occidentales, art japonais, art byzantin et art islamique.
L'artiste part d'une nature morte, les aubergines, et élabore « une représentation complexe, multipliant les modes de représentations de l'espace unifié par un motif floral, entre affirmation de la surface décorative et percée du miroir en un espace perspectiviste faussé ». Le motif floral à 5 pétales unit l'ensemble du tableau. Outre la nature morte qui comprend les aubergines, des poires et une sculpture elle-même œuvre de l'artiste, le tableau comporte une fenêtre et un miroir dans lequel les éléments présentés sur la table ne se reflètent que de façon incomplète. La nappe présente sur la table et le paravent comprennent des motifs d'arabesques. 
Matisse donne à chaque élément de son atelier une « valeur décorative ». Les arabesques « amplifient l'effet décoratif ».